# Cultura da Guiana
Embora geograficamente, a Guiana esteja localizada na América do Sul, a sua cultura está relacionada com a dos países de língua inglesa do Caribe.

## História
De acordo com a página eletrônica da Guyana News and Information, os holandeses levaram nos anos de 1650 a 1800 em torno de 900.000 escravos africanos para as Guianas e Caribe das regiões onde hoje se localizam Senegal, Níger, Congo, Angola e a antiga Costa do Ouro.
Quando os britânicos invadiram a Guiana e as demais ilhas caribenhas, passando a ser os novos senhores, libertaram os negros da escravidão e trouxeram povos de Portugal, China e principalmente da Índia para trabalharem nesta novas colônias, principalmente na Guiana e em Trinidad e Tobago. Assim, a população da Guiana é constituída, predominantemente de povos descendentes de indianos e africanos.

## Características
Muitos indo-guianenses seguem o hinduísmo e o islamismo. Por isto, é comum encontrar templos hindus e mesquitas muçulmanas. Os guianenses que seguem estas religiões cultivam os hábitos dos demais hindus e muçulmanos do mundo. Alguns afro-guianenses, devido a influência jamaicana no mundo no que se trata do estilo rastafári, usam cabelos dreadlocks e gostam de ouvir música reggae. First Born é uma banda de sucesso no país atualmente. Eddy Grant, é um cantor de reggae conhecido mundialmente pelas canções, I don't wanna dance, Gimme hope, Joanna, além de muitas outras, nasceu na Guiana. Trinidad e Tobago exerce influência no país através do calipso. O carnaval guianense é repleto de concursos de cantores de calipso e seu mais novo estilo, soca. Os afro-guianenses, em sua maioria, são praticantes do cristianismo, sendo membros de várias denominações, desde a católica até a protestante.
Diferente do restante da América do Sul onde o esporte predominante é o futebol, a maioria dos guianenses prefere o críquete, esporte muito popular no Caribe. A Guiana e os demais países caribenhos de língua inglesa formam uma das mais importantes seleções de críquete, a Seleção das Índias Ocidentais.